# Кренкель, Эрнст Теодорович
Эрнст Теодо́рович Кре́нкель (11 (24) декабря 1903, Белосток, Гродненская губерния, Российская империя — 8 декабря 1971, Москва, СССР) — советский полярник, профессиональный радист, участник первой советской дрейфующей станции «Северный полюс» («СП») и многих других арктических экспедиций.
Герой Советского Союза (1938), общественный деятель, депутат Верховного Совета СССР (1937—1946), член ВКП(б)/КПСС с 1938 года (кандидат — с 1934). Доктор географических наук (1938). Почётный член Географического общества СССР (1938). Заместитель начальника Главного управления Северного морского пути, начальник Управления полярных станций Главсевморпути (1938—1948). Подполковник (1941).
Радиолюбитель-коротковолновик, первый председатель Совета Центрального радиоклуба (ЦРК) СССР (1946—1948), Почётный радист СССР (1946), первый председатель президиума Федерации радиоспорта СССР (1959—1971), судья всесоюзной категории по радиоспорту (1953); радиолюбительские позывные — EU2EQ (1926—1933), U3AA (1933—1934), UA3AA (1946), RAEM (1934—1948, 1956—1971).
Первый председатель Всесоюзного общества филателистов (ВОФ; 1966—1971).

## Биография

### Ранние годы
Родился в Белостоке Гродненской губернии (ныне Польша), в семье инспектора коммерческого училища, статского советника, который в 1906 году был принуждён покинуть государственную службу из-за его жалобы на бездействие полиции во время Белостокского погрома. В некоторых источниках местом рождения Э. Т. Кренкеля ошибочно называется Тарту. Немец по происхождению. У него была старшая сестра Гертруда (1898—1976), в замужестве Тимм. В 1910 году семья переехала в Москву.
С 1912 по 1917 годы Эрнст Кренкель учился в частной реформатской гимназии при швейцарской церкви. В годы Первой мировой и гражданской войны вынужден был оставить учёбу и пойти в разнорабочие (в механической мастерской точил ножи для мясорубок, расклеивал афиши, батрачил у подмосковных садоводов). Хотел стать киноартистом. В 1921 году с отличием окончил годичные курсы радиотелеграфистов. Работал на Люберецкой приёмной радиостанции. В 1925—1926 годах служил в Красной Армии, был радистом отдельного радиотелеграфного батальона во Владимире.

### Арктика

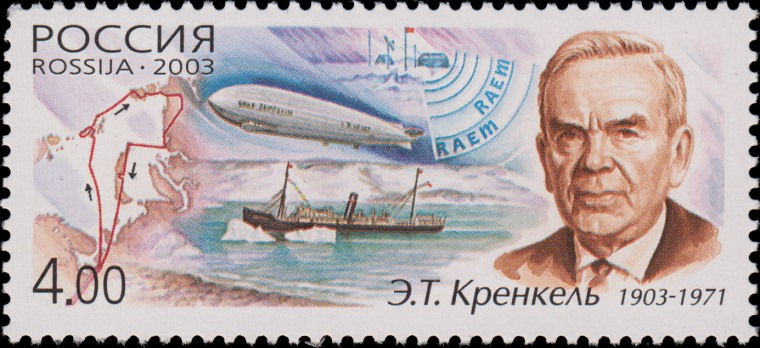
Портрет Э. Кренкеля, дирижабль «Граф Цеппелин», маршрут его арктической экспедиции и ледокол «Малыгин» в бухте Тихой, а также палатка дрейфующей станции «Северный полюс» и позывной Э. Кренкеля RAEM на почтовой марке России 2003 года

Работал радистом на полярных станциях Маточкин Шар (Новая Земля, 1924—1925, 1927—1928), бухта Тихая (Земля Франца-Иосифа, 1929—1930), мыс Оловянный (Северная Земля, 1935—1936), остров Домашний (Северная Земля, 1936).
В 1928 году радист на гидрографическом судне «Таймыр» во время длительной экспедиции в Баренцевом море.
С конца 1928 года работал в Центральном научно-исследовательском институте связи.
Участник арктических экспедиций на ледокольном пароходе «Георгий Седов» (1929), на дирижабле «Граф Цеппелин» (1931), пароходах «Александр Сибиряков» (1932), «Челюскин» (1933—1934). После гибели «Челюскина» обеспечивал радиосвязь ледового лагеря О. Ю. Шмидта с материком. Позывной радиостанции «Челюскина» RAEM впоследствии был закреплён за Кренкелем в качестве его личного радиолюбительского позывного.
В 1935 году назначен начальником полярной станции на мысе Оловянном острова Октябрьской Революции архипелага Северной Земли (в составе четырёх человек).

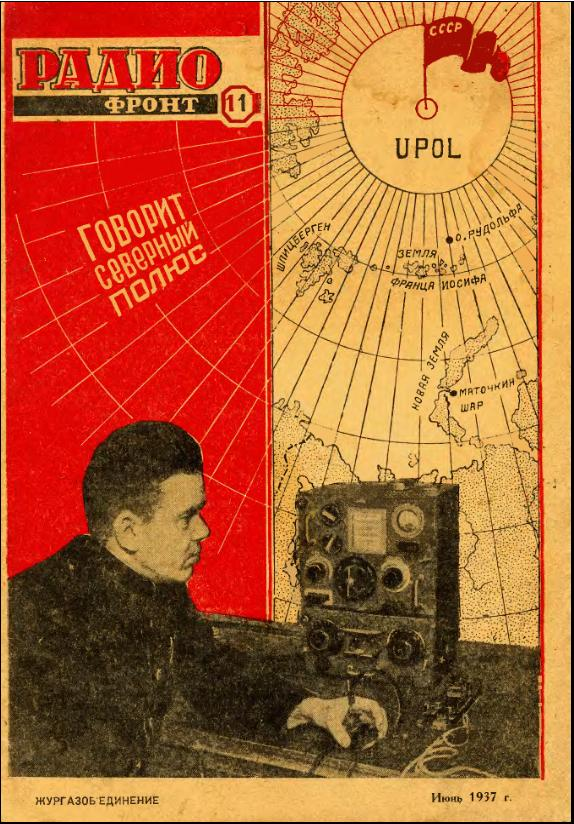
Э. Кренкель у радиостанции «Дрейф» на обложке журнала «Радиофронт» (1937, №11)

В 1936 году — начальник полярной станции на острове Домашнем в группе островов Сергея Каменева (в составе двух человек).
С 21 мая 1937 года по 19 февраля 1938 года был радистом первой дрейфующей станции «Северный полюс» (позывной UPOL). 
За участие в исследованиях Северного Ледовитого океана, проведенных во время дрейфа на льдине, он (как и его коллеги по дрейфу) получил в 1938 году учёную степень доктора географических наук (без защиты диссертации) и был избран почётным членом Всесоюзного географического общества.

### Главсевморпуть

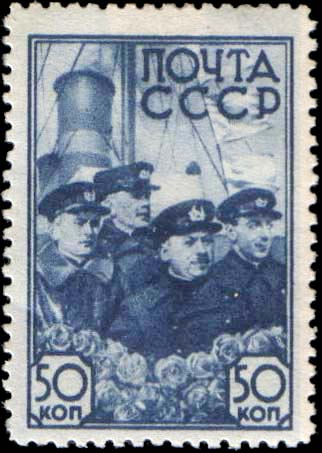
Герои-папанинцы на почтовой марке СССР 1938 года:
П. Ширшов, Э. Кренкель, И. Папанин, Е. Фёдоров

С 1938 года, после дрейфа на станции «Северный полюс», работал начальником Управления полярных станций Главсевморпути (с 1944 года — Управление полярных станций и связи). В годы Великой Отечественной войны был заместителем начальника и членом коллегии Главсевморпути. Руководил эвакуацией семей полярников из Москвы и Ленинграда, участвовал в переброске Арктического института и других подразделений Главсевморпути из осаждённого Ленинграда.
Во время пребывания Главного управления Севморпути в глубоком тылу (в Красноярске), начиная с октября 1941 года, продолжал работать в качестве заместителя начальника Главсевморпути, руководил работой всех полярных станций СССР. Сведения о погоде, регулярно поступавшие с советских полярных станций, были единственным источником метеорологических данных для кораблей Северных конвоев, выполнявших доставку грузов по ленд-лизу в Архангельск и Мурманск, а также для охранявших их самолётов. Данные от метеостанций европейских стран были в этот период недоступны.
В ведении Э. Т. Кренкеля было также налаживание надёжной радиосвязи вдоль маршрута «Алсиб», по которому с октября 1942 по октябрь 1945 года перегоняли с Аляски в Красноярск американские самолёты, поставляемые по ленд-лизу. В сентябре 1945 года замначальника Севморпути подполковник Э. Т. Кренкель был награждён медалью «За победу над Германией», а в декабре 1945 года — орденом Красной Звезды «за успешное выполнение заданий правительства и самоотверженную работу по освоению Северного морского пути в дни Отечественной войны».

### Послевоенные годы
Возвратившись после войны в Москву, продолжал работать в Главсевморпути. В 1946 году, когда был снят вызванный войной запрет на любительскую радиосвязь, Кренкель первым в СССР получил лицензию на личную радиостанцию. Весной 1948 года, в ходе кампании борьбы с космополитизмом, был неожиданно освобождён от должности начальника Управления полярных станций Главсевморпути и ему было запрещено выезжать на зимовки в Арктику. Был отстранён даже от общественного поста председателя Совета Центрального радиоклуба СССР, исключён из редколлегии журнала «Радио». С этого же времени и по 1956 год был лишён разрешения на работу в радиолюбительском эфире. Он был обвинён «в связях с заграницей». Оставшись без работы, в течение полугода по нескольку раз в неделю выступал в различных организациях Москвы и Московской области с оплачиваемыми лекциями, организуемыми Обществом по распространению политических и научных знаний.
С осени 1948 по 1951 год Э. Т. Кренкель работал директором радиозавода № 745 Министерства электропромышленности СССР (впоследствии Московский радиозавод «Волна»).

### Метеослужба
С 1951 года работал начальником лаборатории автоматических радиометеорологических станций НИИ гидрометеорологического приборостроения Главного управления гидрометеорологической службы СССР (ГУГМС). Создание автоматических метеостанций, размещаемых в труднодоступных районах, позволило значительно сгустить сеть наблюдений за погодой. Затем работал там же начальником отдела. В 1969 году после возвращения из антарктического рейса был назначен директором этого института.

### Антарктика
С 15 ноября 1968 года по 15 марта 1969 года Кренкель был начальником рейса научно-исследовательского судна ГУГМС «Профессор Зубов» из Ленинграда в Антарктику. Судно доставило участников 14-й Советской антарктической экспедиции на полярные станции Мирный и Беллинсгаузен и забрало зимовщиков предыдущей экспедиции.
6 февраля 1969 года на борту судна, стоявшего на рейде у антарктического острова Кинг-Джордж (Ватерлоо), где расположена станция Беллинсгаузен, состоялась встреча с президентом Чили Эдуардо Фреем, который посещал расположенную на том же острове чилийскую полярную станцию, названную его именем.
Во время рейса Э. Т. Кренкель выходил в эфир на коротковолновых радиолюбительских диапазонах под позывным RAEM/mm (две последние буквы означают, что радиостанция расположена на морском судне, находящемся в плавании). На борту судна Кренкель приступил к работе над мемуарами «RAEM — мои позывные». Вскоре после рейса эта книга начала публиковаться в журнале «Новый мир» (1970—1971), а затем вышла отдельным изданием (1973).
Умер 8 декабря 1971 года. Похоронен в Москве на Новодевичьем кладбище (участок № 7). Памятник на могиле символизирует вырывающийся из Северного полюса радиосигнал с позывным RAEM.

## Достижения
- В 1927 году впервые применил радиосвязь на коротких волнах в Арктике, работая на полярной станции Маточкин Шар на Новой Земле[41][42].

«Эрнст Теодорович был Прометеем, который «принёс» короткие волны в Арктику». — Наш RAEM (редакционная статья памяти Э. Т. Кренкеля в журнале «Радио»)
- 12 января 1930 года установил мировой рекорд дальности радиосвязи[16][44], осуществив связь между диаметрально противоположными районами земного шара: находясь в Арктике на полярной станции Бухта Тихая на острове Гукера (архипелаг Земля Франца-Иосифа)[45], используя самодельную аппаратуру и позывной сигнал RPX, он провёл радиосвязь на коротких волнах (КВ) с антарктической базой Литл-Америка первой экспедиции Бэрда, находившейся на шельфовом леднике Росса (позывной сигнал WFA)[46][47][48][49].
- 21 мая 1937 года впервые в мире провёл радиосвязь с Северного полюса (позывной UPOL), его корреспондентом был Николай Стромилов[50], радист полярной станции на острове Рудольфа (архипелаг Земля Франца-Иосифа)[51][52].

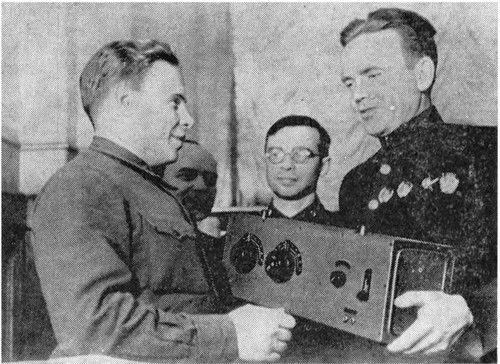
Э. Т. Кренкель после возвращения со станции «Северный полюс» (1938) вручает приз — свой личный радиоприёмник КУБ-4 — ленинградскому коротковолновику В. С. Салтыкову (позывной U1AD), который первым из советских радиолюбителей установил связь с дрейфующей льдиной 29 июня 1937 года

## Общественная деятельность
- Депутат Верховного Совета СССР 1-го созыва (1937—1946)[54].
- Первый председатель Совета Центрального радиоклуба СССР (1946—1948)[9][55].
- Первый председатель президиума Федерации радиоспорта СССР (1959—1971)[56]
- Первый председатель правления Всесоюзного общества филателистов (1966—1971)[14][57].
- Член редакционной коллегии журнала «Радио» (1946—1948 и 1956—1971)[58].
- В 1960-х годах выполнял рассылку радиолюбителям карточек-квитанций, подтверждающих связи с любительской станцией UA1KED, работавшей с полярной станции на Земле Франца-Иосифа, собственноручно заполняя тысячи карточек на основании присылавшихся ему полярниками аппаратных журналов с записями о проведённых связях[59][60].

Очерки и репортажи Э. Т. Кренкеля из экспедиций неоднократно публиковались в центральных газетах, специальным корреспондентом которых он назначался в эти периоды:
- «Правда» — август 1935 — сентябрь 1936, Северная Земля — остров Октябрьской Революции (мыс Оловянный), остров Домашний;
- «Правда» — май 1937 — март 1938, дрейфующая станция «Северный полюс» и ледокол «Ермак»;
- «Комсомольская правда» — ноябрь 1968 — март 1969, рейс к Антарктиде на научно-исследовательском судне «Профессор Зубов»[61].

## Семья
Жена — Наталия Петровна Кренкель (Корягина) (1902—1970).
Дети:
- Ирина (1926—2005)
- Людмила (1928—2019), музыковед, музыкальный редактор, Заслуженный работник культуры России[62].
- Теодор (род. в 1940), математик, доцент кафедры теории вероятностей и прикладной математики Московского технического университета связи и информатики[63].

Внуки:
- Андрей
- Эрнст (род. в 1974) — специалист по информационным и вычислительным системам[64]
- Николай — врач-психиатр[65]

## Награды
Э. Т. Кренкель был удостоен следующих государственных и общественных наград:
- Герой Советского Союза (22 марта 1938; медаль «Золотая Звезда» № 73).
- Два ордена Ленина (1937, 1938).
- Орден Трудового Красного Знамени (1932; № 202).
- Два ордена Красной Звезды (1934, 1945).
- Медаль «За победу над Германией в Великой Отечественной войне 1941—1945 гг.» (1945).
- Другие медали.
- Звание «Мастер коротковолновой связи» (15 декабря 1936)[66][67] (первый, из получивших это звание).
- Нагрудный знак «Почётный радист СССР» (1946)[68] (№ 1 в приказе о первом присуждении этого знака [69]).
- Почётный знак Всесоюзного добровольного общества содействия армии, авиации и флоту — ДОСААФ[70].
- Имя Эрнста Кренкеля (RAEM) внесено в 2001 году (№ 26) в Зал Славы наиболее популярного в мире радиолюбительского журнала «CQ Amateur Radio» (США)[71].

## Память
- Именем Э. Т. Кренкеля названы:

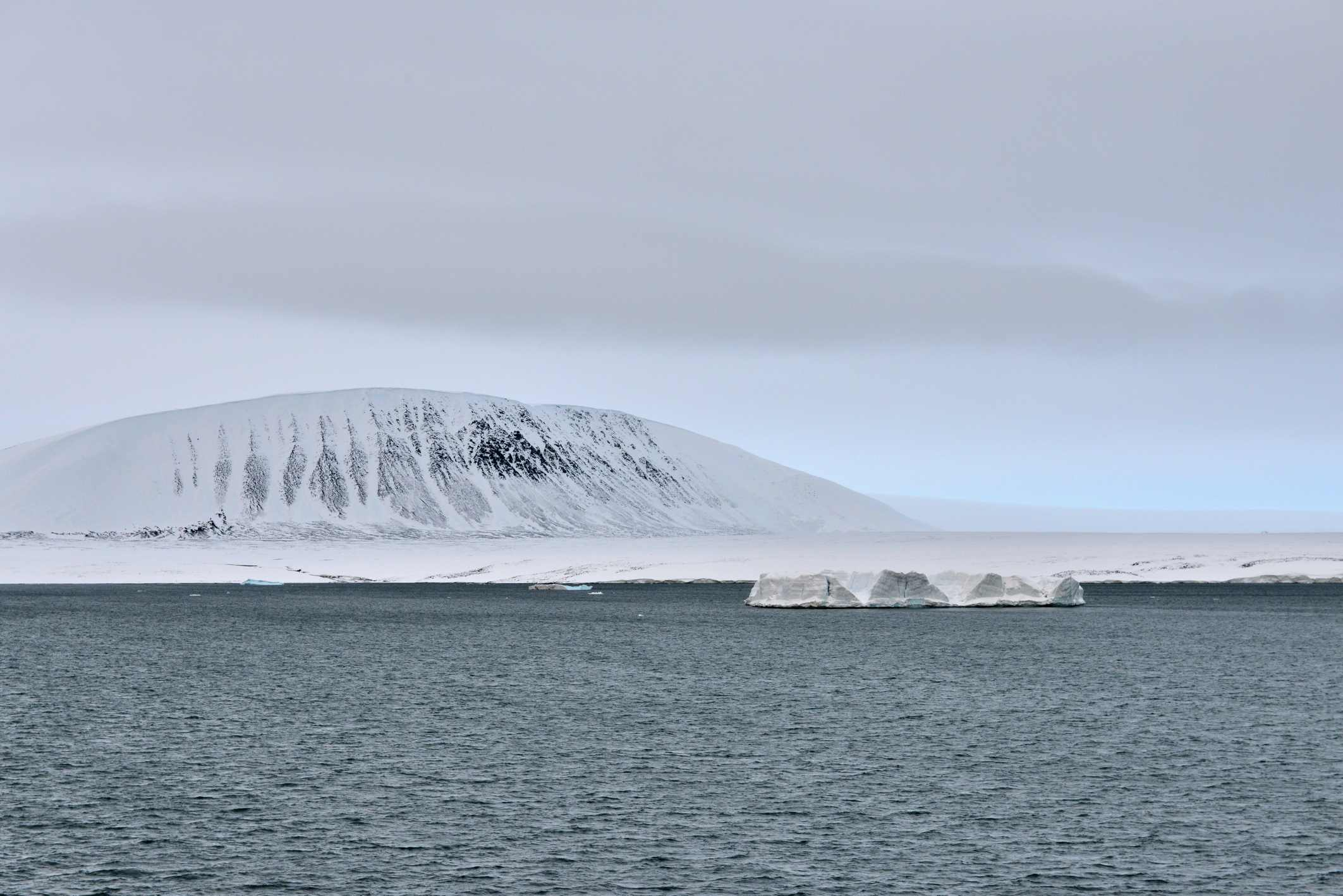
Бухта Кренкеля, остров Комсомолец, архипелаг Северная Земля

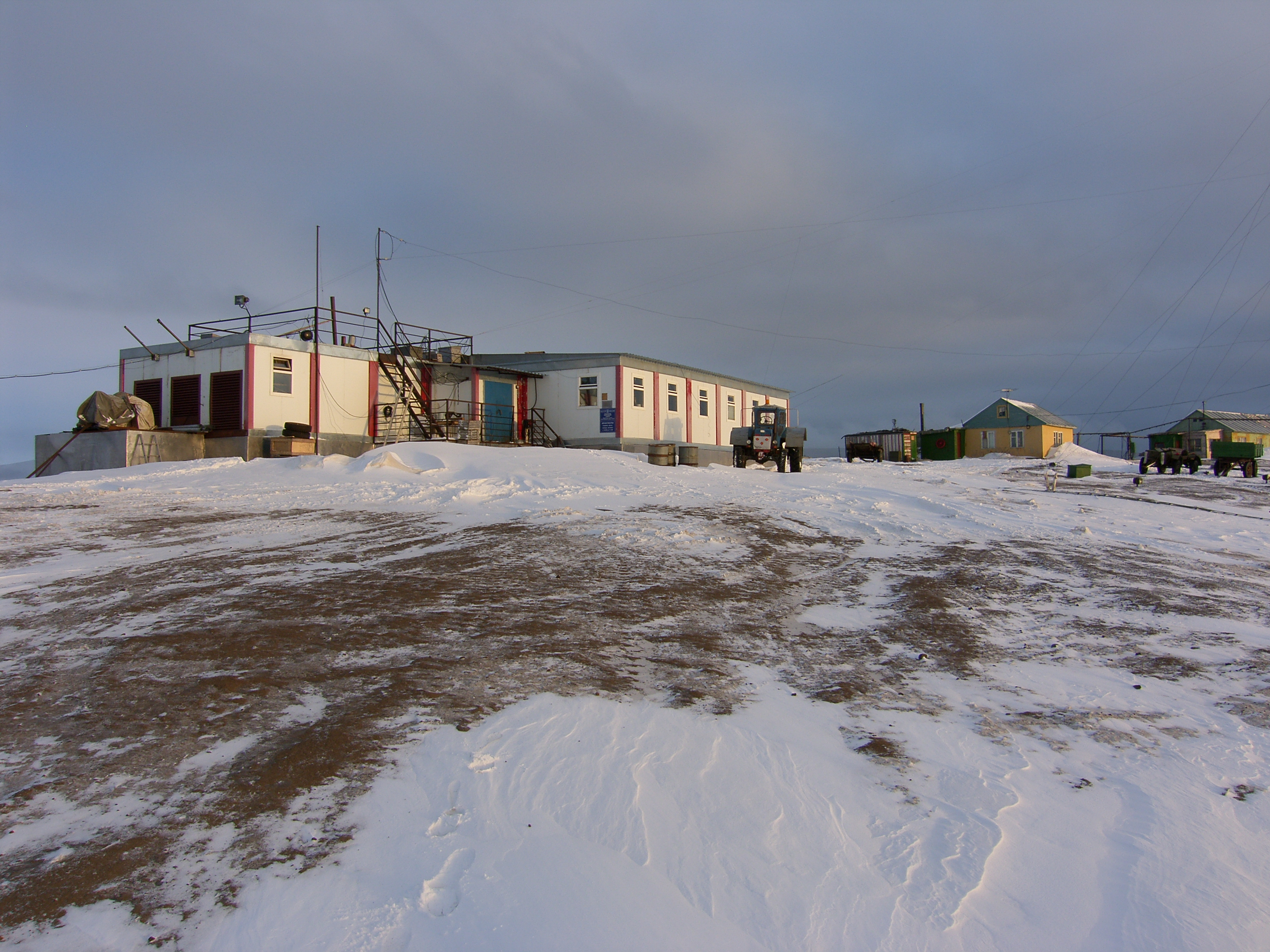
Геофизическая полярная обсерватория имени Кренкеля, о. Хейса, Земля Франца-Иосифа

Могила Э. Т. Кренкеля и Н. П. Кренкель на Новодевичьем кладбище Москвы

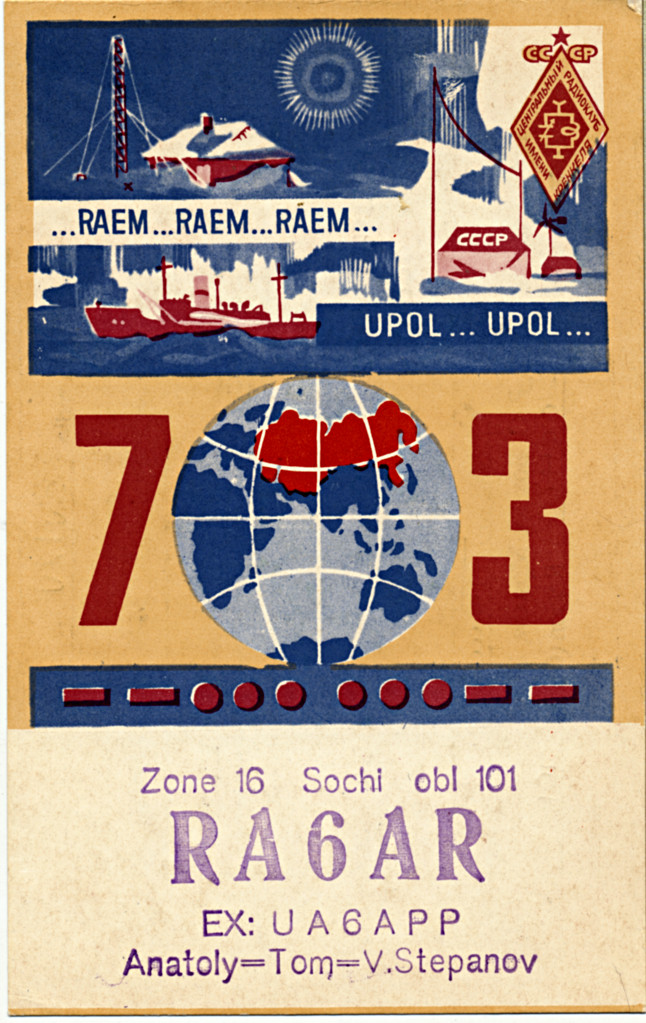
QSL-карточка советского коротковолновика на бланке, посвященном
Э. Т. Кренкелю

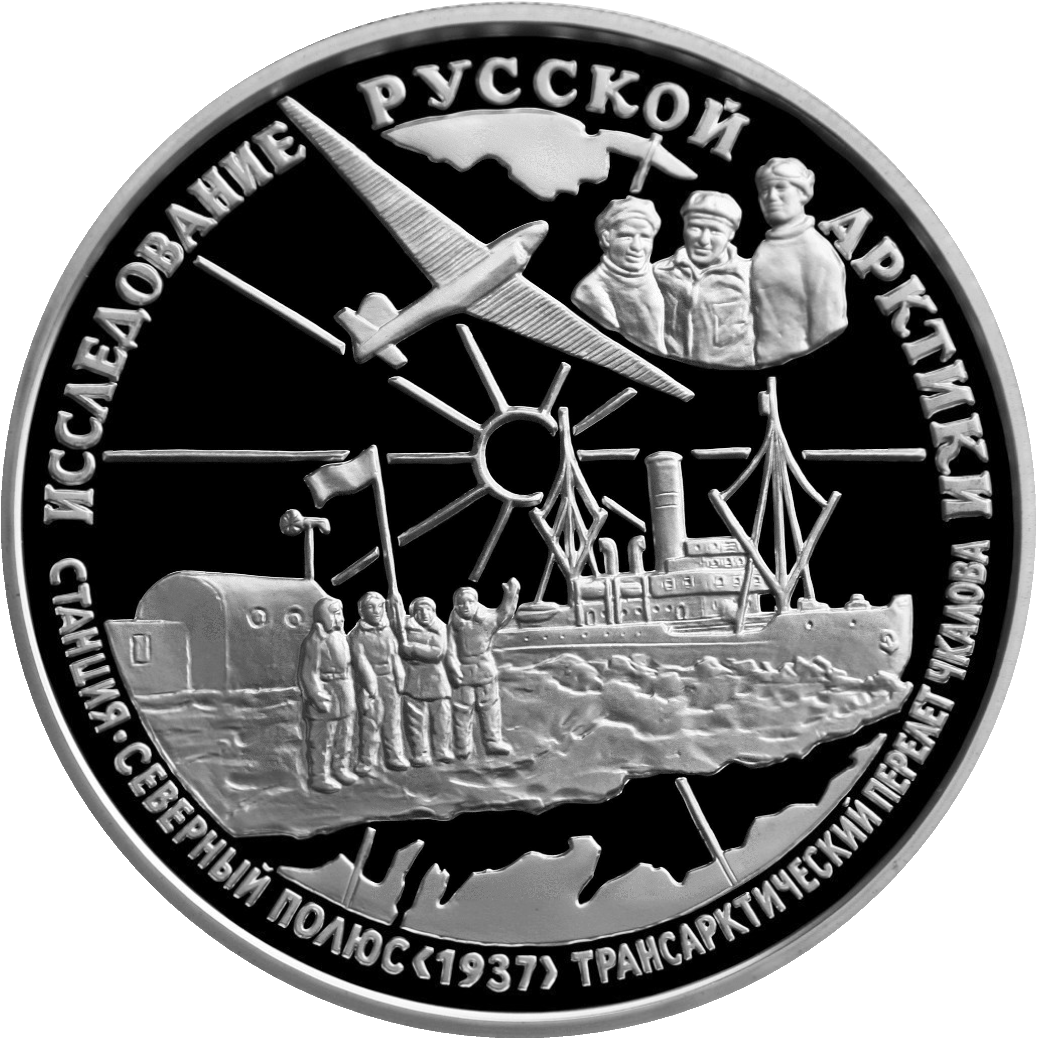
Памятная серебряная монета 25 рублей Банка России 1995 года «Станция Северный полюс (1937). Трансарктический перелёт Чкалова» (реверс)

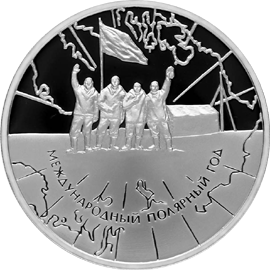
Папанинцы на памятной серебряной монете 3 рубля «Международный полярный год» (Центральный банк России, 2007)

  - бухта Кренкеля — обширный залив моря Лаптевых у юго-восточного побережья острова Комсомолец в архипелаге Северная Земля[72][73], название присвоено в 1973 году;
  - геофизическая полярная обсерватория на острове Хейса (архипелаг Земля Франца-Иосифа)[74][75];
  - гора Кренкеля в Антарктиде (в горном массиве Принс-Чарльз), 70°38' ю.ш., 66°39' в.д.; нанесена на карту Советской антарктической экспедицией в сезон 1972—1973 годов[76][77][78].
  - перевал Кренкеля — горный перевал (высота 3900 м) на западном отроге Главного Кавказского хребта, соединяющий ледники Бжедух и Двойной (Южное Приэльбрусье, Кабардино-Балкария, Россия)[79][80];
  - Центральный радиоклуб СССР (с 1991 по 2003 годы — России) в Москве, с 2003 по 2013 годы — Объединённый Центральный и города Москвы радиоклуб имени Э. Т. Кренкеля[81];
  - Электротехникум связи в Санкт-Петербурге (ныне Колледж телекоммуникаций в составе СПбГУТ им. проф. М. А. Бонч-Бруевича);
  - Музей радио и радиолюбительства в Москве[82][83];
  - Городской радиотрансляционный узел в Петропавловске-Камчатском (в апреле 1934 года)[84];
  - Канонерская лодка «Кренкель» (построена в Киеве в 1934 году, погибла при обороне Таганрога в 1941 году)[85];
  - Речной буксирный пароход «Радист Кренкель» (построен на Пермской судоверфи в 1936 году), работал на канале Москва — Волга, был переименован в «Осташков» при переименовании всех восьми «именных» буксиров этой серии[86];
  - Морское научно-исследовательское судно погоды ледового класса «Эрнст Кренкель», IMO 7205685 (построено в Щецине (Польша) в 1971 году, утилизировано в Николаеве (Украина) в 2012 году)[87][88];
  - Речной портовый буксир «Эрнст Кренкель» (построен в Херсоне в 1984 году)[89];
  - улица Кренкеля в ряде городов:
    - в Москве,
    - в Бахмуте,
    - в Грозном[90]
    - в Донецке,
    - в Екатеринбурге[91],
    - в Ижевске (с 1938 по 1957 год)[92],
    - в Красном Ключе,
    - в Липецке (с 1936 по 1957 годы, ныне Арктическая ул.)[93],
    - в Мариуполе,
    - в Одессе (переулок)[94],
    - в Кривом Роге (переулок)[95],
    - в Рославле,
    - в Рыбинске[96],
    - в Тавде (улица и переулок)[97],
    - в посёлке Нижнегорский (Крым)[98],
    - в Могилёве (переулок)[99],
    - в Самарканде,
    - в Тюмени (с 1930-х годов до 1957 года, ныне улица Лопарева),
    - в Ашукино.
- Мемориальная доска на доме, где с 1930 по 1971 годы жил Э. Т. Кренкель (Москва, ул. Чаплыгина, дом 1/12, строение 1 — бывший дом 1а), установлена 29 декабря 1973 года[100].
- Латунная звезда-компас с именем Эрнста Кренкеля установлена на Аллее славы путешественников в Орле (2017)[101].
- Бюст Э. Т. Кренкеля открыт 1 сентября 2020 года в холле учебного корпуса Санкт-Петербургского колледжа телекоммуникаций имени Э. Т. Кренкеля (набережная реки Мойки, дом 6)[102].
- Скульптурный портрет Э. Т. Кренкеля работы Л. Н. Матюшина (1967) экспонируется в Мурманском областном художественном музее[103].
- Радиолюбительский диплом «RAEM» учреждён в память об Э. Т. Кренкеле в 1972 году. Для его получения требуется провести определённое количество радиосвязей с российскими радиостанциями, находящимися за Северным и Южным полярными кругами[104][105].
- Радиолюбительский диплом «Эрнст Кренкель» учреждён Клубом радиолюбителей города Москвы в 2013 году в честь 110-летия Э. Т. Кренкеля[106].
- «Мемориал Э. Т. Кренкеля — RAEM» — ежегодные открытые международные соревнования по радиосвязи на КВ телеграфом, проводящиеся с 1972 года[107].
- Центральный радиоклуб СССР выпускал бланки QSL-карточек с портретом Кренкеля[108].
- В честь 100-летия со дня рождения Э. Т. Кренкеля в 2003 году с территории России работали любительские коротковолновые радиостанции с мемориальными позывными RAEM, R1AEM, R3AEM, R4AEM, R6AEM, R9AEM, R0AEM[104].
- Специальное гашение почтовой корреспонденции штемпелем «100 лет со дня рождения Э. Т. Кренкеля» производила 24 декабря 2003 года почта России[109].
- Позывной RAEM внесён в исключение из правил назначения позывных по действующим «Правилам образования позывных сигналов опознавания радиоэлектронных средств»[110].
- На памятной серебряной монете номиналом 3 рубля Центрального банка России, выпущенной 9 января 2007 года по случаю Международного полярного года, изображены четыре фигуры папанинцев на фоне палатки дрейфующей станции «Северный полюс» и контурной карты Арктики[111].
- В честь 110-летия со дня рождения Э. Т. Кренкеля с 1 января по 31 декабря 2013 года коллектив радиолюбителей из Дании, Германии, Великобритании и Польши «Радиодрузья Эрнста Кренкеля» работал в эфире с территории Дании под позывным OU1RAEM[112][113]. С 1 по 31 декабря 2013 года Союз радиолюбителей России провёл дни активности, в ходе которых ряд любительских станций из разных регионов России работал в эфире специальными позывными: R110RAEM и от RA110RAEM до RZ110RAEM[114]. Мемориальные станции открылись также на Украине (EM110RAEM и другие), в Венгрии (HA110RAEM), Польше (HF110RAEM, SN110RAEM, SO110RAEM), Болгарии (LZ110RAEM), Эквадоре (HD2RAE)[115].
- В честь 120-летия со дня рождения Э. Т. Кренкеля Союз радиолюбителей России организовал с 15 по 25 декабря 2023 года дни активности радиолюбителей-коротковолновиков. В эфире работали 12 радиостанций со специальными позывными: R120RAEM (Новосибирская область), R120A (Москва), R120D (Московская область), R120I (Томская область), R120K (Архангельская область), R120M (Ставропольский край), R120N (Нижегородская область), R120R (Тамбовская область), R120S (Свердловская область), R120T (Тюменская область), R120W (Иркутская область), R120X (Самарская область), а также станция с позывным Э. Т. Кренкеля RAEM, расположенная на льду в Центральной Арктике севернее Земли Франца-Иосифа на дрейфующей станции «Северный полюс-41»[116]. Коротковолновики, установившие радиосвязи с этими станциями, были награждены дипломами «RAEM-120» с портретом Э. Т. Кренкеля[117].

«Лучшим памятником Э. Т. Кренкелю будет наше радиолюбительское движение, в котором он был Первым коротковолновиком, и в которое шли люди, мечтавшие стать  похожими на Кренкеля». — Наш RAEM (редакционная статья памяти Э. Т. Кренкеля в журнале «Радио»)

## Кренкель в филателии
В качестве первого председателя ВОФ (с 1966) Эрнст Кренкель сыграл значительную роль в организации и становлении филателистического движения в стране. В конце мая 1967 года он возглавлял делегацию ВОФ на 36-м конгрессе Международной федерации филателии (ФИП) в Амстердаме, где решался вопрос о приёме ВОФ в ряды ФИП. Кренкель много раз выступал в филателистических выпусках радиостанции «Маяк». Именно в одной из таких радиопередач, по возвращении с конгресса, он сообщил о принятии ВОФ в состав ФИП:
— Дорогие товарищи! Рад сообщить вам, что наше филателистическое Общество принято в ФИП и теперь является членом международной филателистической организации. <…>
Последним вопросом был приём в международную филателистическую организацию новых стран, заявивших о своем желании вступить в ФИП. Обсуждение происходило в отсутствие представителей страны-заявительницы. Эрнст Теодорович сделал паузу и с большим подъёмом произнёс:
— Наше Общество было принято единогласно! Президент ФИП Бертело произнёс небольшую речь и поздравил с вступлением в ФИП. После этого нас попросили рассказать о Всесоюзном обществе филателистов, наших задачах и целях.
Что нам даёт участие в ФИПе?
Теперь наши филателисты смогут принять самое активное участие в международной филателистической жизни, участвовать в конгрессах ФИП и международных выставках.
В своих выступлениях Эрнст Кренкель подчёркивал:
Хорошая коллекция по существу является своеобразной энциклопедией, где представлено всё: история страны с её знаменательными датами, география страны, её города, природные богатства, культура и, конечно, люди, делами которых славится страна.

Назвать филателию наукой было бы чересчур смело, однако серьёзный филателист должен знать многое.
Свою приверженность организации и популяризации филателистического дела в СССР сам Кренкель лаконично объяснял так:
Рад служить советской филателии!
В память о больших заслугах Эрнста Теодоровича в развитии советской филателии и укреплении международных связей ВОФ постановлением Президиума правления ВОФ был учреждён приз имени Э. Т. Кренкеля, одобренный IV съездом ВОФ в 1979 году.
В честь Кренкеля были выпущены почтовые марки, конверты и специальные почтовые штемпели
|  |  |  |

## В кинематографе
- В документальном фильме «Челюскин. Герои Арктики» (1934).
- Эрнст Кренкель послужил прототипом радиста Курта Шефера в художественном фильме «Семеро смелых» (1936). Роль исполнил актёр Олег Жаков.
- В полнометражном документальном фильме «Папанинцы» (1938).
- В телевизионном художественном фильме ГДР «Tscheljuskin» (1970) роль радиста Кренкеля исполнил актёр Клаус Бергатт (Klaus Bergatt).
- В документальном фильме «Челюскинская эпопея» (1974).
- В художественном фильме «Челюскинцы» (1984) роль Кренкеля исполнил актёр Валерий Кравченко[124]
- В сериале «Челюскин. Первые» (2024) в роли Кренкеля актёр Александр Лойе.
- В документальном телевизионном фильме «Эрнст Кренкель. Голос Арктики»[125].
- Слайд-фильм «Гениальный радист и „Дедушка советского радиолюбительства“ Эрнст Кренкель» // История России в фотографиях (2023). [К 120-летию со дня рождения Э. Т. Кренкеля].

## Произведения
- Кренкель Э. Радио на Земле Франца-Иосифа // Радиофронт, 1931, № 3—4, с. 109—111.
- Кренкель Э. Радиосвязь во время полёта в Арктику дирижабля «Граф Цеппелин» // Бюллетень Арктического института СССР, 1931, № 9—10, с. 187—188.
- Ассберг Ф. Ф., Кренкель Э. Т. Дирижабль в Арктике. Архивная копия от 24 марта 2020 на Wayback Machine. — М.; Л.: Госмашметиздат, 1933. — С. 79—85.
- Кренкель Э. Радиосвязь в походе «Сибирякова» // Радиофронт, 1933, № 2, с. 70—72.
- Кренкель Э. Т. „Связались?“ — „Да!..“ // В кн.: Героический поход : «Правда» о полярной экспедиции «Челюскина». — М.: Правда и Изогиз, 1934. — С. 10. (Факсимиле газетных публикаций о походе за период с 25 июня 1933 года по 18 июня 1934 года.)
- Кренкель Э. Продолжение следует... // В кн.: Поход «Челюскина» : героическая эпопея : [в 2 т.]. Т. 1 / под общ. ред. О. Ю. Шмидта, И. Л. Баевского, Л. З. Мехлиса. – М. : Изд. ред. «Правда», 1934. — С. 376—391.
- Кренкель Э. Первая радиограмма // В кн.: Поход «Челюскина» : героическая эпопея : [в 2 т.]. Т. 2 / под общ. ред. О. Ю. Шмидта, И. Л. Баевского, Л. З. Мехлиса. – М. : Изд. ред. «Правда», 1934. — С. 3—11.
- Кренкель Э. Разговоры с миром // В кн.: Поход «Челюскина» : героическая эпопея : [в 2 т.]. Т. 2 / под общ. ред. О. Ю. Шмидта, И. Л. Баевского, Л. З. Мехлиса. – М. : Изд. ред. «Правда», 1934. — С. 370—379.
- Кренкель Э. На стыке двух морей Архивная копия от 10 марта 2024 на Wayback Machine // Правда. — 1936, 9 марта. — № 68. [Первые гидрологические наблюдения в проливе Шокальского у мыса Оловянный (Северная Земля)].
- Кренкель Э. На островах Сергея Каменева (По радио от специального корреспондента «Правды») // Правда. — 1936, 31 марта. — № 90. — С. 3.[126]
- Кренкель Э. Вдвоем на полярном острове (По радио от спец. корр. «Правды») // Правда. — 1936, 7 апреля.
- Кренкель Э. Т. Слушайте RAEM. Радиостанция на полюсе // Радиофронт, 1937, № 11, с. 3—5.
- Кренкель Э. Т. Радиостанция Северного полюса // Правда. — 1937, 24 мая. — № 141. — С.2.
- Krenkel, Ernst. Four Russians at North Pole Get Together Once a Day // The Science News-Letter, 1937, 32(865), p. 300.
- Krenkel, Ernst. Ice Floe of Polar Scientists No Longer Is Northernmost // The Science News-Letter, 1937, 32(872), p. 407–408.
- Эрнст Теодорович Кренкель [автобиография] // газ. Красный Север (Вологда), 1938, № 048 (5628) (на сайте «Полярная почта»).
- Кренкель Э. Мои радиокорреспонденты. (Передано по радио с борта ледокола «Ермак») // Правда. — 1938, 14 марта. — № 72. — С. 6.
- Кренкель Э. Полюс слушает. (Передано по радио с борта ледокола «Ермак») // Правда. — 1938, 15 марта. — № 73. — С. 6.
- Кренкель Э. Жизнь на полюсе (эпизоды I—IV) // Правда. — 1938, 17 марта. — № 75. — С. 4.
- Кренкель Э. Жизнь на полюсе (эпизоды V—XIII) // Правда. — 1938, 18 марта. — № 76. — С. 3.
- Кренкель Э. Т. Радиостанция «Северный полюс». — М.: Связьтехиздат, 1938. — 39 с.
- Кренкель Э., Ширшов П. В лагере Папанина. — [М.]: Детиздат, 1938.
- Папанин И., Кренкель Э., Ширшов П., Фёдоров Е. Девять месяцев на дрейфующей станции «Северный полюс». [М.]: Госполитиздат, 1938. — 234 с.
- Кренкель Э. Страницы из дневника // Смена, 1939, октябрь, № 322. [О дрейфе на станции «Северный полюс»; период с 26 октября по 7 ноября 1937 года.]
- Кренкель Э. Четыре товарища // Знамя, №10/11, 1939.
- Кренкель Э. Радио дрейфующего корабля // Седовцы: [сборник статей] / науч. ред. проф. Н. Н. Зубов. — М.; Л.: Детиздат, 1940 [О дрейфе ледокольного парохода «Георгий Седов».]
- Кренкель Э. Т. Радиостанция «UPOL» // Труды дрейфующей станции «Северный Полюс». Том 1. Научные отчеты и результаты наблюдений дрейфующей экспедиции Главсевморпути 1937—1938 гг. [Л.]: Изд-во Главсевморпути, 1940. — С. 151—207. [Фрагмент текста]
- Кренкель Э. Четыре товарища: Дневник. — М.: Гослитиздат, 1940. — 316 с. Архивировано 12 апреля 2019 года.
- Кренкель Э. Т. Четыре товарища. — 2-е изд. — М.; Л.: Изд-во Главсерморпути: 1940.— 242 с. — (Библиотека полярника).
- Кренкель Э. Т. Центральный радиоклуб // Радио. — 1946. — № 1 (апрель). — С. 47.
- Кренкель Э. Т. CQ de RAEM // Радио. — 1946. — № 1 (апрель). — С. 50-51. [О первых месяцах работы в послевоенном радиолюбительском эфире.]
- Кренкель Э. Т. Коротковолновики в Арктике // Радио. — 1947. — № 9. — С. 18—19.
- Кренкель Э. Арктика—Антарктика: Четверть века назад // Вокруг света. — 1955. — № 1. — С. 45—46.
- Кренкель Э. Т. Советы друзьям // Приложение для начинающих № 2 к журналу «Радио», 1957 (повторная публкация в кн. Советские радиолюбители: Массовая радиобиблиотека, вып. 899. — М.: Энергия: 1976. — С.79—81.).
- Кренкель Э. Т. Впервые на Северном полюсе // В кн.: Через океан на дрейфующих льдах. [Воспоминания полярников.] — М.: Географгиз. — 1957. — 384 с.
- Кренкель Э. Вчетвером на льдине // Смена, 1962, май, № 840. [К 25-летию создания дрейфующей станции «Северный полюс».]
- Кренкель Э. Шутки на льдине // Юность. — 1964. — № 4. — С. 154—155. [К 30-летию челюскинской эпопеи.]
- Кренкель Э. Снова в родных широтах // Комсомольская правда. — 1969, 4 марта. [Возвращаясь из антарктического рейса, судно «Профессор Зубов» пересекло экватор и вошло в Северное полушарие.]
- Кренкель Э. Сувениры Антарктиды // Филателия СССР. — 1969. — № 7. — С. 38—39. [Филателистические аспекты антарктического рейса судна «Профессор Зубов».]
- Кренкель Э. Рождение короткой волны: Очерк // На суше и на море, 1970, № 10. [О первом опыте применения радиосвязи на коротких волнах в Арктике в 1927 году.]
- Кренкель Э. Т. Мои позывные — RAEM // Новый мир, 1970, № 9—11; 1971, № 10—11.
- [Кренкель Э. Т.] Из дневников Э. Кренкеля. [Публикация и комментарии Т. Э. Кренкеля]:

1. Первый шаг в Арктику // Радио. — 1972. — № 6. — С. 12—14.

2. Короткие волны за полярным кругом // Радио. — 1972. — № 7. — С. 8—10.

3. QSO с «антиподом». 4. На дирижабле «Граф Цеппелин» // Радио. — 1972. — № 8. — С. 12—14.

5. Поход «Челюскина» // Радио. — 1972. — № 9. — С. 12—14.

6. Спасение челюскинцев // Радио. — 1972. — № 10. — С. 14—15.

7. На мысе Оловянный // Радио. — 1972. — № 11. — С. 12—14.

(8). Двести семьдесят пять дней на льдине // Радио. — 1972. — № 12. — С. 18—20.
- Кренкель Э. Т. RAEM — мои позывные. — М.: Сов. Россия, 1973. — 436 с. (Также 2-е изд., испр. и доп., фото и предисловие Т. Э. Кренкеля. 2016. Тираж 250 экз.).
- Krenkel, Ernst. Mein Rufzeichen ist RAEM. — Berlin: Verlag Neues Leben, 1977, Für d. dt. Ausg. gekürzt. [Сокращённый перевод на немецкий.]
- Krenkel', E. T. Hívójelem: Raem. — Budapest: Gondolat; Uzsgorod: Kárpáti Kiadó, 1977. [Перевод на венгерский.]
- Krenkel, Ernst. RAEM is my call-sign. — Moscow: Progress Publishers, 1978. [Перевод на английский.]
- Krenkel, Ernst. Minu kutsung on RAEM. Polaarekspeditsiooni mälestused. — Tallinn: Eesti Raamat, 1979. [Перевод на эстонский.]
- [Кренкель Э. Т.] Мой позывной — RAEM/mm. [Отрывки из дневника 1968-1969 гг. об экспедиции в Антарктиду на судне «Профессор Зубов»] // Радио, 1973, № 12, с.21-22.
- Справочные материалы для коротковолновика. Сост. В. Б. Востряков (UA3AM), под общ. ред. Э. Т. Кренкеля (RAEM). — М.: Редиздат Осоавиахим, 1947.